# Инаугурация Владимира Путина (2000)
Первая инаугурация Владимира Владимировича Путина в качестве 2-го Президента Российской Федерации состоялась 7 мая 2000 года, в Большом Кремлёвском дворце. Президентскую присягу проводил Председатель Конституционного Суда Российской Федерации Марат Баглай.
31 декабря 1999 года Борис Ельцин объявил об отставке с поста президента России. На должность временно исполняющего обязанности президента был назначен действовавший председатель правительства России Владимир Путин, который впоследствии одержал победу на президентских выборах в марте 2000 года, набрав более 52 % голосов.

## Церемония

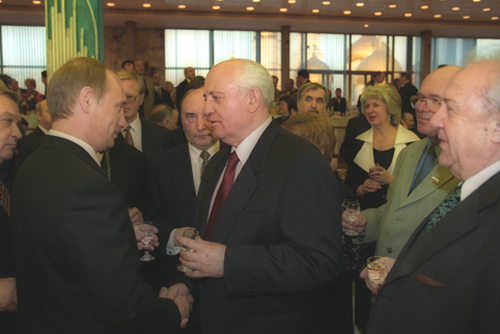
Владимир Путин вместе с Михаилом Горбачёвым на торжественным приёме по случаю вступления в должность президента

Церемония инаугурации началась без четверти 12 по московскому времени, когда в Андреевский зал внесли символы президента России: президентский штандарт, государственный флаг России, знак президента России и специальный экземпляр Конституции России. После внесения символов президента России на сцену были приглашены Председатель Конституционного Суда Российской Федерации Марат Баглай, Председатель Совета Федерации Егор Строев, Председатель Государственной думы Геннадий Селезнёв, Председатель Центральной избирательной комиссии Российской Федерации Александр Вешняков и первый президент России Борис Ельцин.

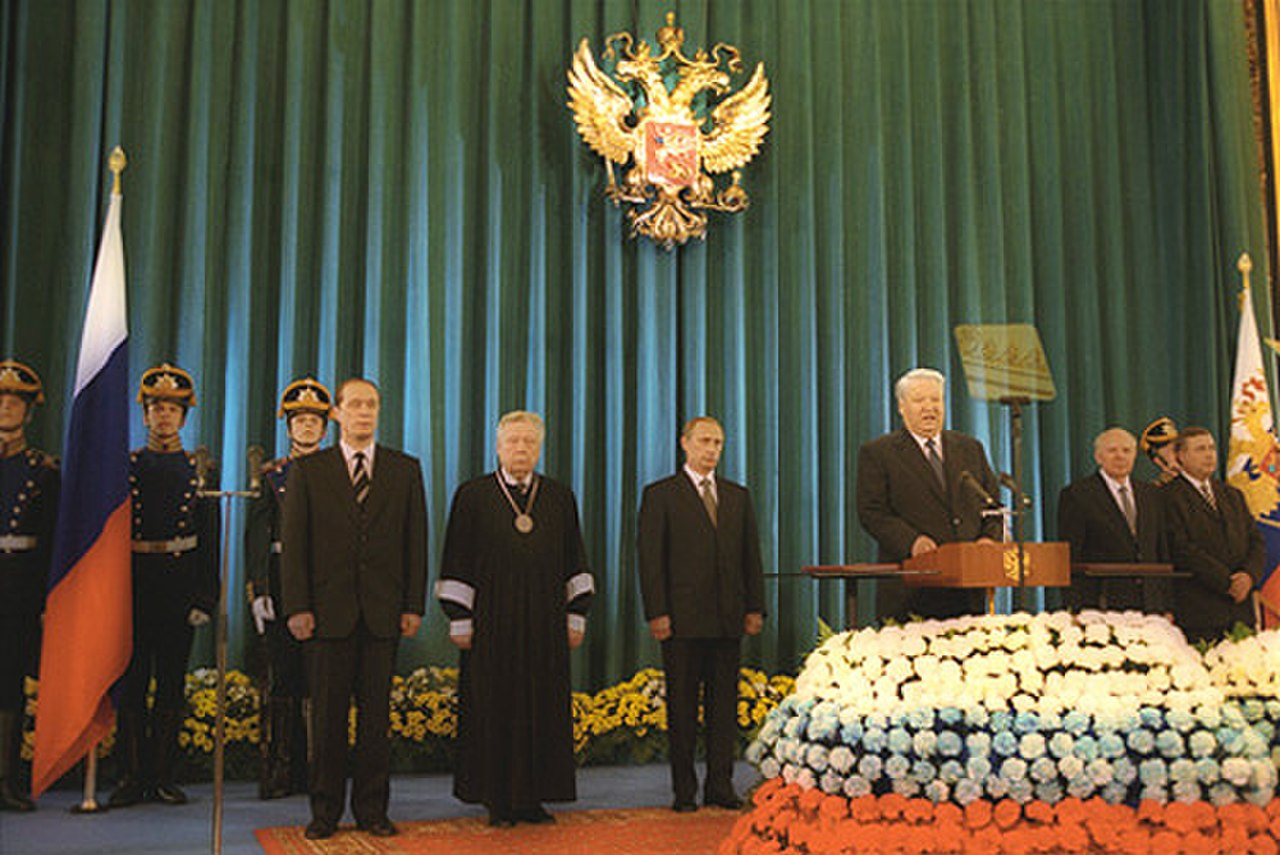
Борис Ельцин произносит речь

Прибыв в Большой Кремлёвский дворец, Владимир Путин прошёл в Андреевский зал и ровно в полдень взошёл на подиум. Первым выступил Председатель ЦИК Александр Вешняков, огласивший результаты выборов и постановление об избрании президента. Затем Председатель Конституционного Суда Марат Баглай привёл Владимира Путина к присяге. Согласно статье 82 Конституции РФ, Владимир Путин принял присягу, положив правую руку на Конституцию, как это ранее сделал Борис Ельцин на своей второй инаугурации. После присяги Баглай заявил, что Владимир Путин официально вступил в должность президента России. После этого оркестр исполнил гимн России и над куполом Сенатского дворца был поднят президентский штандарт.

После присяги Борис Ельцин выступил с речью, пожелав избранному главе государства строить новую демократичную Россию, основываясь на достижениях свободы и опираясь на новое поколение, и затем первый передал Владимиру Путину Знак Президента — орден «За заслуги перед Отечеством» 1-й степени. Затем с речью выступил сам Владимир Путин. Путин заявил: 
«Мы верим в свои силы, в то, что мы можем по-настоящему преобразовать и преобразить страну. У нас общие цели, мы хотим, чтобы наша Россия была свободной, процветающей, богатой, сильной, цивилизованной страной, страной, которой гордятся ее граждане и которую уважают в мире. В последние месяцы и в Москве, и на встречах в российских регионах я чувствовал ваше понимание и вашу поддержку, и очень часто от людей, от самых простых людей на площадях и улицах наших городов слышал очень простые, но очень важные для меня слова – мне говорили: „Мы вам верим, мы надеемся на вас, вы нас только не обманите“.
Могу заверить вас, что в своих действиях буду руководствоваться исключительно государственными интересами. Возможно, не удастся избежать ошибок, но что я могу обещать и обещаю – это то, что буду работать открыто и честно.
Считаю своей святой обязанностью сплотить народ России, собрать граждан вокруг ясных целей и задач и каждый день и каждую минуту помнить, что у нас одна Родина, один народ, у нас с вами одно общее будущее.
Спасибо!»
После своей инаугурационной речи Владимир Путин вместе с Борисом Ельциным покинули Андреевский зал и вышли на Соборную площадь, где новый президент принял рапорт командира Президентского полка, после чего церемония торжественно завершилась артиллерийским салютом.

## Гости
На церемонию инаугурации было приглашено около полутора тысяч человек, среди них 448 депутатов Государственной Думы, 175 членов Совета Федерации, 19 судей Конституционного Суда России. На церемонии присутствовали также представители Правительства и федеральных органов государственной власти, дипломатический корпус, главы дипломатических миссий, патриарх Московский и всея Руси Алексий II, главы других религиозных конфесий, деятели культуры и бизнесмены, супруга Владимира Путина Людмила, супруга первого президента России Наина Ельцина, бывший президент СССР Михаил Горбачёв, а также первая учительница Путина Вера Гуревич и его тренер по дзюдо Анатолий Рахлин.